# Haliaeetus leucogaster
Haliaeetus leucogaster е вид птица от семейство Ястребови (Accipitridae). Видът е незастрашен от изчезване.

## Разпространение
Разпространен е в Австралия, Бангладеш, Бруней, Камбоджа, Китай, Хонконг, Индия, Индонезия, Лаос, Малайзия, Мианмар, Папуа-Нова Гвинея, Филипини, Сингапур, Шри Ланка, Тайланд, Източен Тимор и Виетнам.